# Манитобский камерный оркестр
Манитобский камерный оркестр (англ. Manitoba Chamber Orchestra, MCO) — камерный оркестр в городе Виннипег, в провинции Манитоба, в Канаде. Музыкальный коллектив предлагает серию ежегодных абонементов в Вестминстерской объединенной церкви, служащей площадкой для ведущих канадских музыкантов. Оркестр сотрудничает со звукозаписывающими компаниями, гастролирует, проводит широкую информационно-просветительскую работу в отдаленных населённых пунктах на севере Манитобы. В настоящее время коллектив возглавляют дирижёр Энн Мэнсон. Репертуар оркестра включат произведения от барочной до современной камерной музыки.

## История
Манитобский камерный оркестр был основан в 1972 году Рубеном Гуревичем, который занимал должность музыкального руководителя и главного дирижёра до 1981 года. После сезона с приглашёнными дирижёрами, в 1982 году место музыкального руководителя и главного дирижёра оркестра занял Саймон Стритфилд, один из основателей британского камерного оркестра «Академия Святого Мартина в полях». В 2000 году его сменил другой британский дирижёр Рой Гудман, который руководил оркестром до 2005 года. В 2008 году дирижёром оркестра стала Энн Мэнсон.
В 1984 году музыкальный коллектив исполнил серию концертов при свечах, вместо распущенного в тот год Си-би-си Виннипег Оркестра; выступление транслировалось по всей Канаде на радио Си-би-си.
В 1988 году оркестр представлял Манитобу на зимних Олимпийских играх в Калгари, в провинции Альберта. В августе 1999 года музыкальный коллектив гастролировал по югу Италии. Дважды он гастролировал по Британской Колумбии — весной 2003 года и осенью 2009 года; во время последних гастролей с оркестром выступала известная перкуссионистка дама Эвелин Гленни. Осенью 2016 года коллектив гастролировал с ней по провинциям Онтарио и Квебек.
Оркестр аккомпанировал Кэтрин Дон Ланг при исполнении песни «Аллилуйя» Леонарда Коэна на церемонии вручения премии «Джуно» в апреле 2005 года. Летом 2008 года коллектив дебютировал в Национальном центре искусств в Оттаве. Осенью 2008 года оркестр сопровождал канадское сопрано Изабель Байракдарян в турне по городам Канады и США. Кульминацией гастролей стало выступление в Карнеги-холле в Нью-Йорке.
В январе 2018 года Манитобский камерный оркестр, совместно с пианисткой Симоной Диннерштейн, впервые исполнил в Канаде Третий фортепианный концерт Филипа Гласса, который стал первым выступлением в трёхлетней серии коллектива «Новый концертный проект».
В 1995 году оркестр выпустил свой первый диск на шведском лейбле BIS «Канадская музыка для камерного оркестра», который распространился почти в пятидесяти странах. Впоследствии было выпущено ещё восемь дисков — четыре на лейбле CBC Records. Новый диск, записанный с дамой Эвелин Гленни, вышел в 2017 году. Оркестр трижды номинировали на премию «Джуно»: в 1999, 2005 и 2013 годах.
В июне 2017 года состоялась премьера спектакля «Нанабуш и барабан», коллаборации оркестра с театром «Круг Мольера». Произведение на английском и французском языках с музыкой Майкла Остерле на либретто Реаля Сенерини исследует отношения между французом-лесным бродягой, женщиной из числа коренных народов, и Нанабушем — божком-обманщиком у народов анишинаабе.
В октябре 2019 года оркестр был выдвинут на Западную Канадскую музыкальную премию в номинации «Классический артист / коллектив года». В той же номинации он был выдвинут в 2020 году. В том же году оркестр запустил MCO at Home — музыкальный онлайн-хаб, представляющий новые и классические выступления коллектива, чтобы лучше коммуницировать со своей аудиторией во время пандемии COVID-19.
В 2022 году оркестр отметил свой 50-летний юбилейный сезон, дав 10 представлений и 6 онлайн-выступлений.

## Пропаганда культуры
За последние два десятилетия оркестр расширил свою основную деятельность, включив в неё различные информационно-просветительские и образовательные программы. Каждый год шесть музыкантов коллектива отправляются в отдаленные поселения на севере Манитобы для проведения семинаров и концертов. Оркестр регулярно выступает перед заключёнными в тюрьме Стоуни-Маунтин. Участвует в программе «Артисты в здравоохранении», в рамках которой музыканты, связанные с оркестром, выступают в больницах города Виннипег. Коллектив занимается созданием студенческих концертов и учебных пособий по прослушиванию, жертвует билеты на концерты малообеспеченным общинам.

## Дирижёры
- 1972 — 1981: Рубен Гуревич;
- 1982 — 2000: Саймон Стритфилд;
- 2002 – 2005: Рой Гудман;
- с 2008 года: Энн Мэнсон.